# 이달용 (1948년)

이달용(1948년 4월 28일 경기도 평택 - )은 한국의 금융인이다. 외환은행부행장과 은행장 직무대행을 역임했다.

## 학력 및 경력

### 학력
- 서울대학교 철학 학사

### 경력
- 2002년 하나은행 방카슈랑스 준비위원장 부행장보
- 2002년 한국외환은행 부행장(CFO)
- 2003년 한국외환은행 기획담당 부행장
- 2003년 ~ 2004년 한국외환은행 은행장 직무대행
- 2004년 1월 ~ 2004년 4월 한국외환은행 부행장(CFO)

## 같이 보기
- 진념
- 이헌재
- 임창렬
- 론스타
- 외환은행